# Marguerite de Prades
Marguerite de Prades (ca.1395 — Riudoms le 15 juillet 1429,) est une reine d'Aragon, de Valence, de Mayorque, de Sardaigne et de Sicile, comtesse de Barcelone, de Cerdagne, de Rousillon et d'Ampurias par son mariage avec le roi Martin Ier l'Humain.

## Biographie

### Origine
Margarita appartenait à la famille des comtes de Prades, une branche secondaire de la maison royale d'Aragon. Son père était Pedro de Prades, baron d'Entenza, fils de Juan de Prades (es) et de Sancha Jiménez de Arenós, et sa mère était Juana de Cabrera, fille de Bernard III (ca), vicomte de Cabrera, et de Marguerite de Foix. Elle faisait partie de la suite de dames de la reine Maria de Luna, raison pour laquelle on pense probable qu'elle soit native de Saragosse.

### Mariages et enfant
Elle a été élevée et éduquée à la cour, où elle était suivante de la reine María de Luna depuis au moins 1399. La reine meurt en 1406, ne laissant qu'un fils, Martin, qui meurt trois ans plus tard, en 1409, au cours d'une campagne en Sardaigne pour réprimer une révolte.
Sans héritier, Martin l'Humain décide de contracter un nouveau mariage. Il a choisi Marguerite de Prades, une femme de vingt et un ans, plutôt que Cécile d'Urgel, sœur de Jacques II, comte d'Urgell. Le pape Benoît XIII célébra le mariage le 17 septembre 1409 au palais de Bellesguard à Barcelone.
La mort du roi en mai 1410 met un terme au projet d'héritier. La maison d'Aragon s'éteint et un interregnum, pendant lequel s'installe un conflit de succession, jusqu'à la conclusion du compromis de Caspe en 1412. Marguerite se remaria en 1415 avec un noble valencien, Juan de Vilaragut et Álvarez de Haro. En tant que veuve royale percevant une rente, elle préféra garder secret ce mariage, ainsi que la naissance d'un fils en 1416, Juan Jerónimo de Vilaragut.

### Abbesse
Vers 1420, leur situation matrimoniale est révélée et comme leur situation économique est précaire, Marguerite et son fils Juan se retirent à l'abbaye cistercienne de Sainte-Marie de Valldonzella. À nouveau veuve en 1422, elle est admise, probablement en 1423, comme religieuse dans le même monastère. En 1426, elle s'installe au monastère de Bonrepos (es) dont elle est élue abbesse en 1428.

### Mort et sépulture
La reine abbesse meurt d'une épidémie de peste à Riudoms et son corps est transféré au monastère de Bonrepos, où elle est enterrée. Par la suite, ses cendres sont transférés à l'abbaye de Santes Creus en mai 1475 et placés dans l'église dans une tombe décorée d'armes royales et abbatiales. Le tombeau a été profané en 1835 et ses restes ont été transférés dans une tombe en pierre. Des années plus tard, les restes sont rassemblés dans une urne en pierre située dans le mur de la nef.